# Blackburn Blackburn
Die Blackburn Blackburn  war ein einmotoriges, dreisitziges Aufklärungsflugzeug der Royal Air Force für britische Flugzeugträger. Die ab 1923 bei den Trägereinheiten eingesetzte Maschine war bis Anfang 1931 im Dienst. Sie wurde neben der Avro Bison entwickelt. 

Beide ersetzten die Westland Walrus und wurden ab 1929 durch die Fairey IIIF abgelöst.

## Entwicklung derBlackburn Blackburn
Die Firma Blackburn Aircraft entwickelte die Blackburn nach der Ausschreibung 3/21 für ein trägergestütztes Aufklärungs- und Artilleriebeobachtungsflugzeug. Zu den Tragflächen und dem Leitwerk der Blackburn Dart konstruierte man einen neuen Rumpf. Der Pilot saß über dem Napier-Lion-IIB-Triebwerk in einem offenen Cockpit vor den Flügeln. Der Navigator hatte seinen Platz im Rumpf und am Ende der Kabine befand sich oben ein MG-Stand. Das von der Dart übernommene Tragwerk ließ sich beiklappen. Das Flügelmittelstück des Oberflügel ersetzte der Rumpf, an dem die Oberflügel befestigt waren. Die Bewaffnung bestand aus einem starren Vickers-Maschinengewehr, das außen links vom Piloten angebaut war und einem beweglichen Lewis-Maschinengewehr auf einem Scarff-Ring für den Bordschützen.
Drei Prototypen wurden im Lauf des Jahres 1922 fertiggestellt und ein erster Produktionsauftrag für 12 Maschinen erteilt. Die Serienmaschinen erhielten die Bezeichnung Blackburn I und wurden ab April 1923 an die RAF in Gosport ausgeliefert. 18 weitere Blackburn I wurden bis 1924 gebaut. Diese Maschinen standen für den ersten Einsatz der Maschine in einer aktiven Einheit, dem Fleet Spotter Flight 422, zur Verfügung, der auf der Eagle im Mittelmeer eingesetzt wurde.
Ein weiterer Auftrag wurde für 29 Blackburns erteilt, die den etwas stärkeren Napier Lion V Motor erhalten sollten. Darüber hinaus wurde die obere Tragfläche 57 cm höher angebracht und gegen den Rumpf verstrebt, was eine Verbesserung der Flugeigenschaften erbrachte. Die so fertiggestellten Maschinen wurden Blackburn Blackburn Mk.II bezeichnet. Alle vorhandenen Maschinen des Typs Mk.I wurden entsprechend umgerüstet.

Mindestens zwei Blackburn Mk.I wurden zu Trainingsmaschinen mit nebeneinander sitzenden Piloten umgebaut.

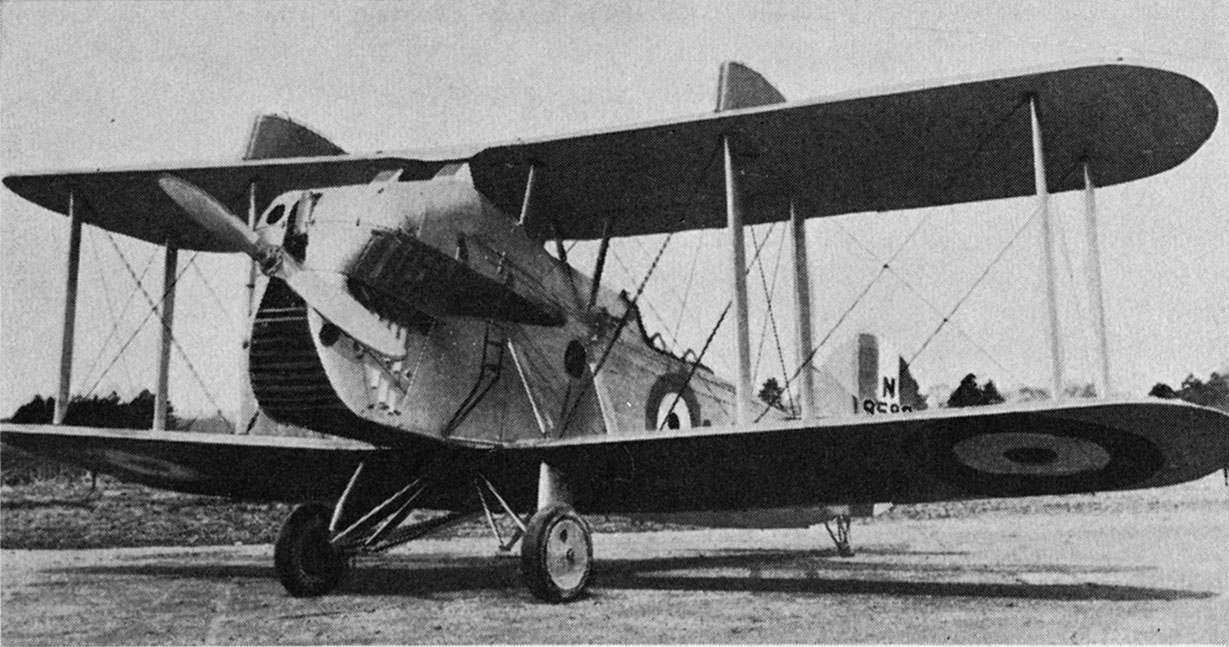
Blackburn Blackburn Trainer

Folgende Varianten wurden an die RAF ausgeliefert:
Blackburn Prototyp
drei Maschinen gebaut built.
Blackburn Mk.I
Serienversion mit 450 PS (335 kW) Napier Lion IIB-Motor, 33 Maschinen gefertigt
Blackburn Mk.II
verbesserte Version mit 465 PS (346 kW) Napier Lion V und erhöht angebrachten Oberflügel; 29 Maschinen hergestellt, dazu Umbauten.
Blackburn Trainer,
Umbau von zwei Blackburn Mk.I zu Schulmaschinen mit einem Cockpit, in dem Schüler und Lehrer nebeneinander im Cockpit saßen und beide die Maschine allein führen konnten; der Typ wurde inoffiziell auch Bull genannt.

## Einsatz bei der britischen Flottenluftwaffe

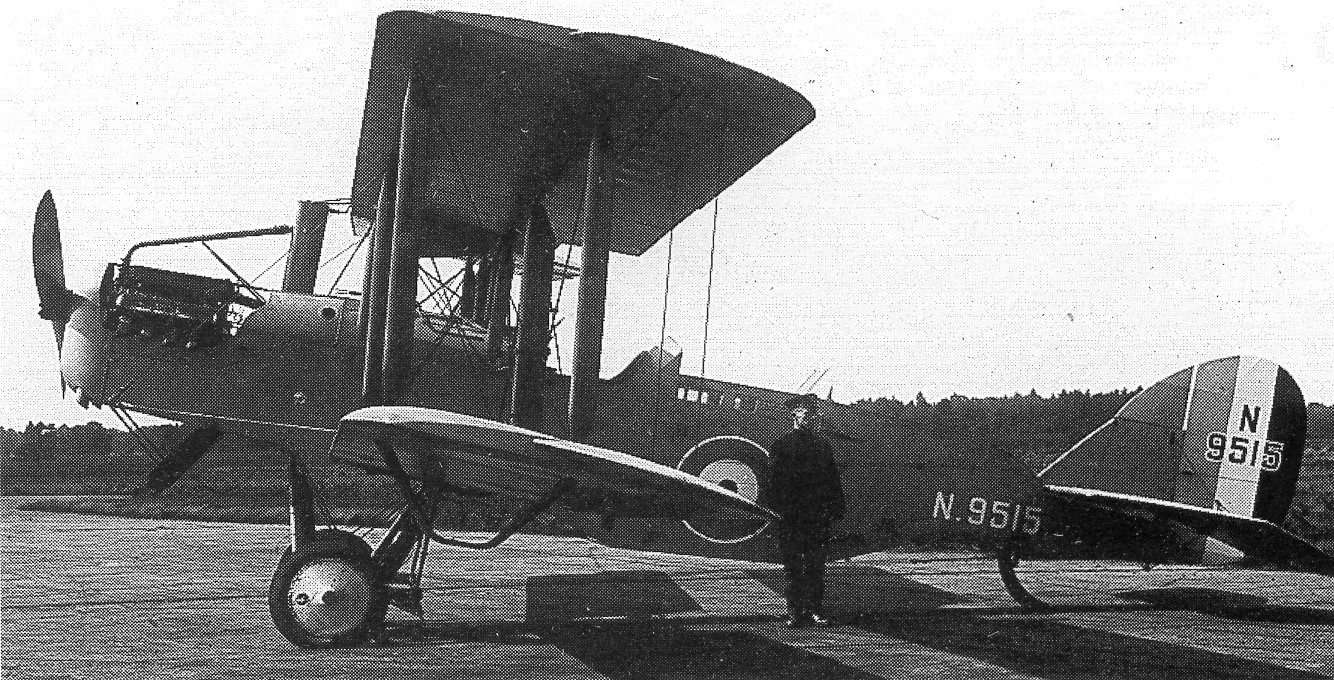
Die Westland Walrus

Am 1. April 1923 reorganisierte die Royal Air Force ihre für den Kampf über See vorgesehenen Einheiten. Erstmals wurden spezielle Flights (Schwarm) für den Einsatz von Flugzeugträgern aufgestellt. Dabei entstanden auch drei „Fleet Spotter“ Flights, die anfangs über Westland Walrus-Maschinen als Einsatzflugzeuge verfügten.
Der Flight 422 war im Juni 123 die erste Kampfeinheit der RAF, die mit der Blackburn Blackburn Mk.I ausgerüstet wurde. Die neuen Maschinen ersetzten in der Aufklärungseinheit die bislang eingesetzten Westland Walrus. Der Flight war für die Eagle bestimmt und ging mit dem Ende des Jahres fertiggestellten Flugzeugträger Anfang Juni 1924 zur Mittelmeerflotte.

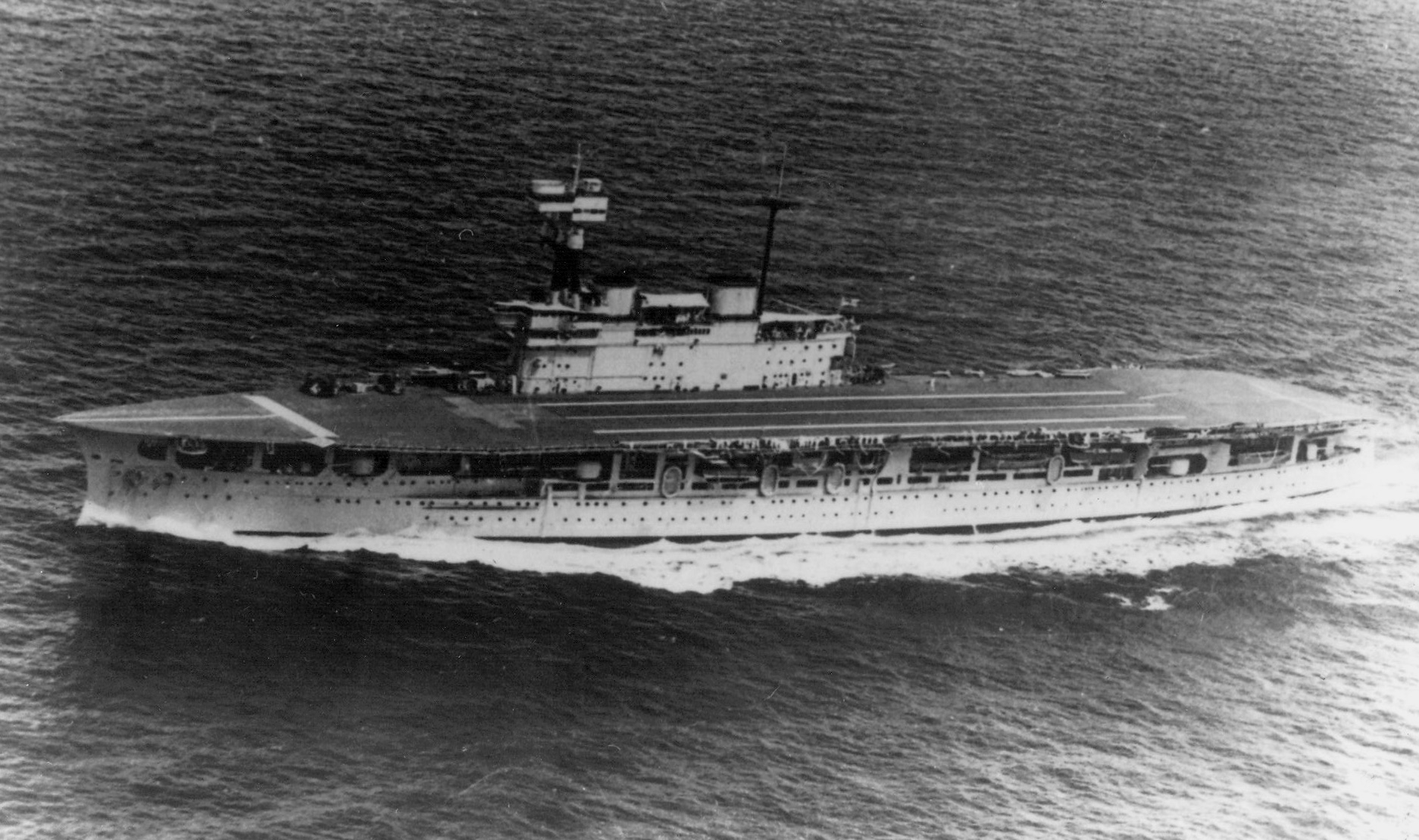
Die Eagle

Die Flugzeuggruppe der Eagle war seinerzeit die größte eines Flugzeugträgers und bestand aus vier Flights von je sechs Maschinen. Neben 422 waren noch die Flights 402 mit Fairey Flycatcher-Jagdflugzeugen, 440 mit Supermarine Seagull III Aufklärern und 460 mit Blackburn Dart-Torpedoflugzeugen an Bord. Allerdings war meist einer der vier Flights zu einer der Landbasen Halfar auf Malta oder Aboukir bei Alexandria detachiert.
Im Januar 1927 rüstete der Flight 422 zeitweise auf Fairey IIID um, mit denen er von der Argus Dienst tat. Im Mai 1928 rüstete der Flight erneut um und erhielt Blackburn Blackburn Mk.II. Er wurde wieder der Eagle zugeteilt. Im April 1929 wurde die Einheit umnummeriert in Flight 450. Im September 1929 wurde dann die Courageous neue Basis des Flight 450, der aber im November 1930 seine Blackburn Blackburn abgab und durch Fairey IIIF ersetzte.
Zweite Einheit mit der Blackburn Blackburn Mk.I wurde im Januar 1925 der Flight 420 der Furious, der bis dahin Westland Walrus eingesetzt hatte. Ein Jahr später tauschte die Einheit die Erstausstattung gegen Maschinen der Version Mk.II. Im April 1929 wurde die Einheit umnummeriert in Flight 449. Im Juni 1930 wurde der Flight der Courageous zugeteilt und im Juni 1931 gab er seine Blackburn Blackburn ab und ersetzte sie durch Fairey IIIF.
Damit war die Einsatzzeit der Maschinen mit der eigentümlichen Rumpfform und dem „Doppelnamen“ nach 8 Jahren beendet. Damit war sie fast zwei Jahre länger bei einer Kampfeinheit als das auch beschaffte Konkurrenzmodell Avro Bison.

Als Schwimmerflugzeug ist wohl nur einer der Prototypen der Blackburn Blackburn getestet worden.

## Technische Daten
| Kenngröße             | T.2 Dart Mk.II                        | R-1 Blackburn Mk.I               | Avro Bison                       |
| --------------------- | ------------------------------------- | -------------------------------- | -------------------------------- |
| Besatzung             | 1                                     | 3                                | 3                                |
| Länge                 | 10,78 m                               | 11,02 m                          | 10,97 m                          |
| Spannweite            | 13,86 m                               | 13,84 m                          | 14,07 m                          |
| Höhe                  | 3,91 m                                | 3,81 m                           | 4,11 m                           |
| Flügelfläche          | 60,8 m²                               | 60,4 m²                          | 57,62 m²                         |
| Leermasse             | 1900 kg                               | 1786 kg                          | 1887 kg                          |
| Startmasse            | 3000 kg                               | 2710 kg max. 3022 kg             | 2631 kg                          |
| Höchstgeschwindigkeit | 170 km/h                              | 157 km/h                         | 177 km/h                         |
| Reichweite            | 660 km                                | 4:15 h                           | 550 km                           |
| Dienstgipfelhöhe      | 4000 m                                | 3950 m                           | 4270 m                           |
| Antrieb               | Napier Lion IIB; 450 PS (331 kW)      | Napier Lion IIB; 450 PS (331 kW) | Napier Lion IIB; 450 PS (331 kW) |
| Bewaffnung            | –                                     | zwei MG                          | ein MG                           |
| Bombenlast            | ein Torpedo oder vier Bomben (946 kg) | –                                | –                                |